# Šime Gržan
Šime Gržan (Zara, 6 aprile 1994) è un calciatore croato, attaccante del Sebenico.

## Carriera

### Club
Ha giocato nella prima divisione croata.

### Nazionale
Ha giocato nelle nazionali giovanili croate Under-18 ed Under-19.